# Mare mediteraneeană

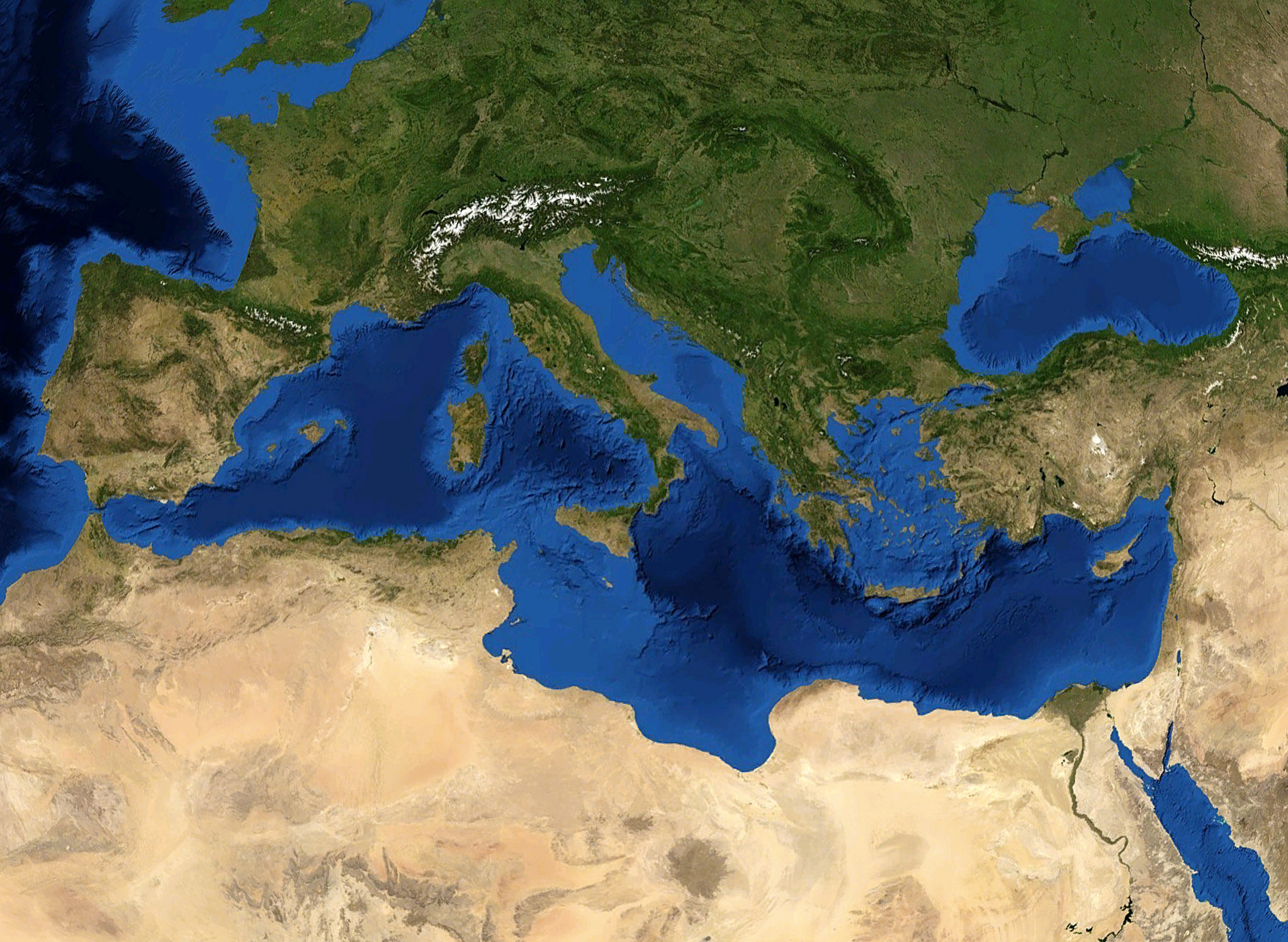
Marea Mediterană

O mare mediteraneeană (în traducere liberă „mare dintre pământuri”, din lat. medias+terra), sau, mai rar, mare intramontană este o întindere de apă sărată în care schimburile apelor de adâncime cu oceanele sunt limitate. Dinamica apei este dominată mai degrabă de diferențe de salinitate și de temperatură decât de vânturi. Prototipul acestui tip de mare este Marea Mediterană. Mările interioare sunt adesea mări mediteraneene, mările complet închise numindu-se mări închise.

## Caracteristici
Suprafețele lor relativ mici împiedică dezvoltarea substanțială a mareelor. Slaba lor legătură cu oceanele determină mari variații de salinitate de la o mare mediteraneeană la alta. Astfel, există mări mediteraneene cu salinitate ridicată sau scăzută în funcție de aportul de apă dulce și de gradul de evaporare al mării. Dacă aportul în apă dulce al fluviilor este mai mic decât nivelul evaporării, salinitatea mării este mai mare decât aceea a oceanelor, cum este cazul Mării Mediterane. În caz contrar, salinitatea este mai slabă, cum e în cazul Mării Baltice.

## Clasificare
Putem împărți mările mediteraneene în două categorii, în funcție de faptul că sunt mărginite de unul sau de mai multe continente: avem astfel mări intercontinentale și mări intracontinentale. Exemplu tipic de mare intercontinentală este Marea Mediterană, iar exemplu de mare intracontinentală este Marea Caraibelor (pentru geologi, această mare este o mare marginală).

## Principalele mări mediteraneene
În legătură cu Oceanul Atlantic, cea mai cunoscută este Marea Mediterană precum și mările cu care aceasta este în contact, Marea Neagră, Marea Egee, Marea Adriatică, Marea Ionică, Marea Tireniană, Marea Ligurică, Marea Marmara, Marea Azov. Oceanul Arctic este uneori considerat ca o mare intracontinentală, Marea Baltică este intracontinentală dar poate fi de asemenea considerată ca o mare compusă din apă salmastră, Marea Caraibelor este uneori clasificată ca mare tropicală.
În Oceanul Indian găsim Golful Persic și Marea Roșie.
La limita dintre Oceanul Pacific și Oceanul Indian se găsesc Marea Banda, Marea Sulu, Marea Japoniei, etc. care – din punct de vedere oceanografic – pot fi considerate ca mări mediteraneene intracontinentale, dar care sunt mări marginale din punct de vedere geologic.
Anumite mări pot fi clasate în același timp ca mări intracontinentale și epicontinentale: Marea Mânecii poate fi un exemplu fiindcă este limitată de o masă continentală și în același timp ea acoperă o parte dintr-o platformă continentală. Cu toate acestea, Marea Mânecii este bine conectată la Oceanul Atlantic prin Marea Celtică, ceea ce face ca clasificarea ei ca mare intracontinentală să fie nesigură.

## Listă
Majoritatea mărilor mediteraneene pot fi clasificate și ca mări interioare.
- Marea Egee
- Marea Marmara
- Marea Ionică
- Marea Adriatică
- Marea Tireniană
- Marea Ligurică
- Marea Mediterană
- Marea Neagră
- Marea Azov
- Marea Alboran
- Marea Balearelor (sau Marea Iberică)
- Marea Cretei
- Marea Traciei
- Marea Caraibelor, care este în același timp și o mare marginală